# Tassili n'Ajjer
Tassili n'Ajjer (vars namn kommer från berbiskan, kallat "التاسيلي" (Tassili) på arabiska och på engelska "Tassili Plateau") är en bergskedja och en algerisk nationalpark som ligger i sydöstra delen av algeriska Sahara vid gränsen mot Niger och Libyen. Det är ett mycket torrt område, med bara 3 cm regn årligen.
Området är en kulturellt, geologisk och biologiskt betydelsefull plats. Viktig rastplats för flyttfåglar. Det finns dessutom klippmålningar, stenmonument, fornlämningar från 6000 f.Kr. - 2000 f.Kr.

## Nationalparken
Nationalparken ligger mellan städerna Illizi och Djanet. Parken grundades 1972 men omfattade då endast en liten del av dagens enorma område. 1979 förklarades området som ett historiskt monument. Parken utökades betydligt 1986 från 30 000 km² till kolossala 80 000 km². I samband med detta förklarade Unesco området som ett biosväriskt reservat.

## Förhistorisk konst
Bergskedjan är också känd för sina förhistoriska klippmålningar och andra uråldriga arkeologiska platser som daterar sig från neolitisk tid då det lokala klimatet var mycket fuktigare, med savann istället för öken. Målningarna avbildar boskapshjordar, stora vilda djur såsom krokodiler, och mänskliga aktiviteter såsom jakt och dans. Stilen liknar den i Nguni-målningarna i Sydafrika.
De jaktscener med hundar man funnit i Sefar är daterade till 3.700 f.Kr. och är därmed de äldsta avbildningar man känner till av jakthundar.

## Galleri

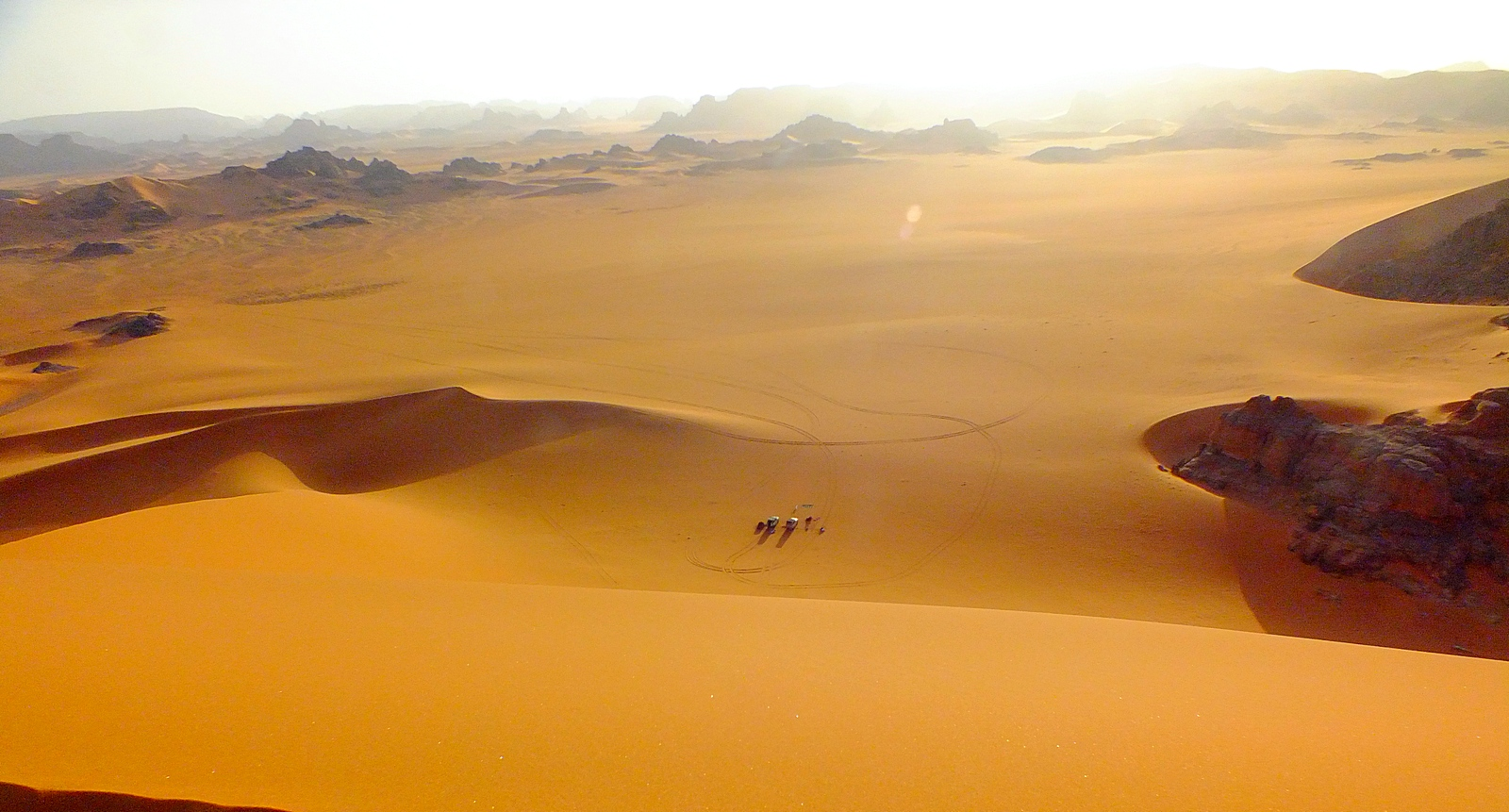
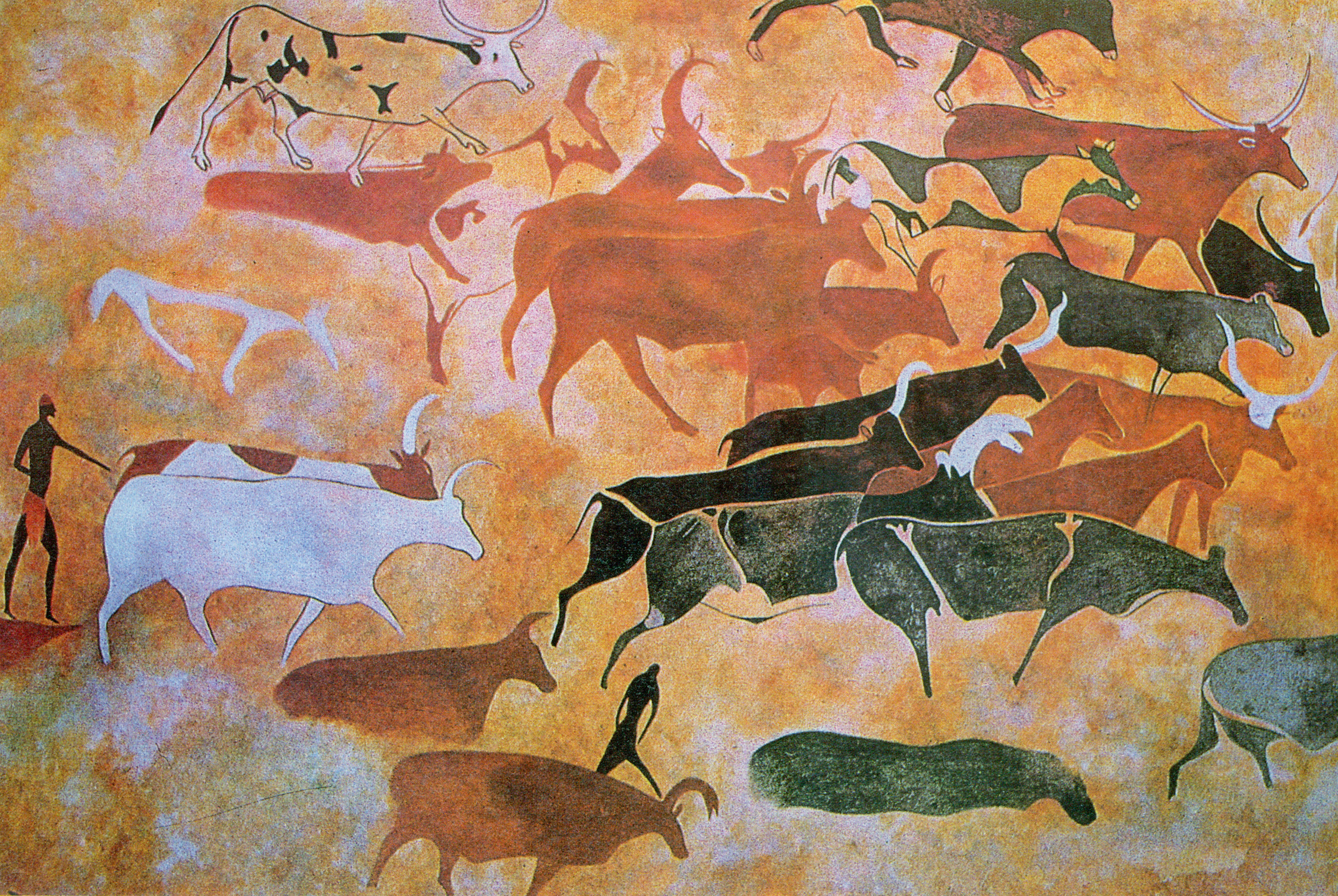
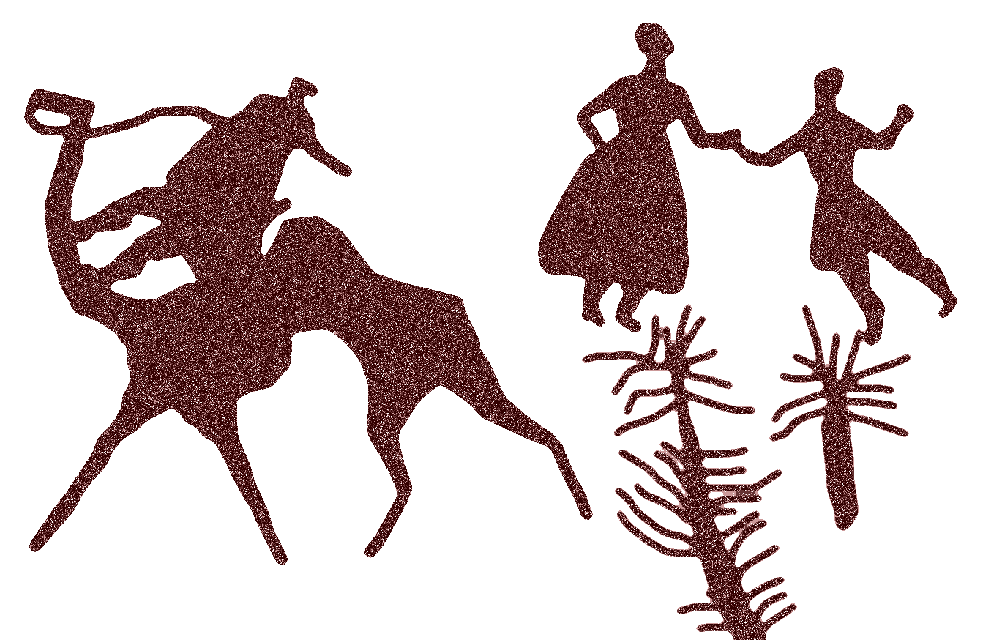